# کارسوس
کارسوس (به انگلیسی: Caersws) یک منطقهٔ مسکونی در بریتانیا است که در پویس واقع شده‌است. کارسوس ۱٬۵۸۶ نفر جمعیت دارد.